# Grupa Lotos

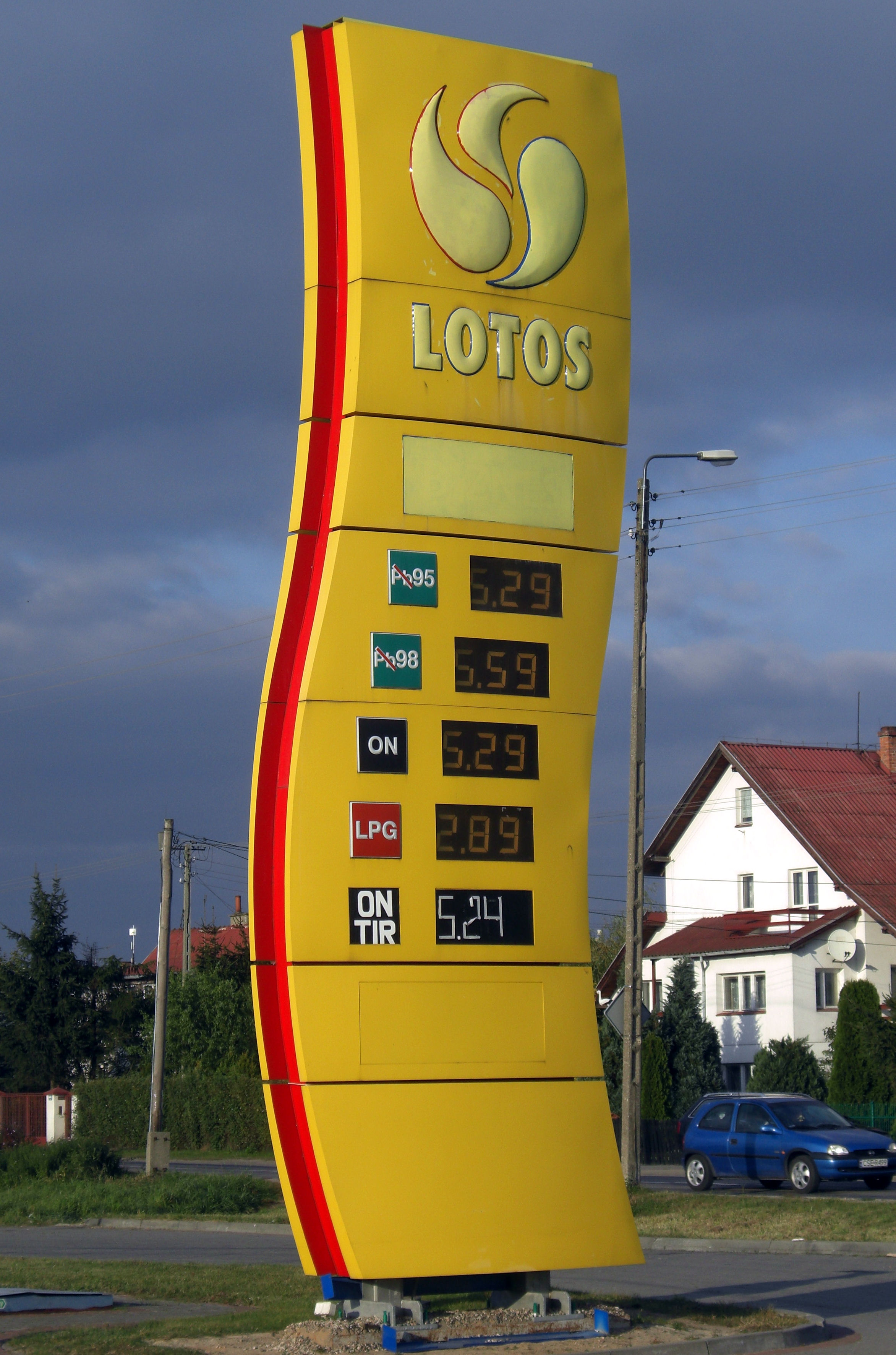
Preissäule der Lotos-Kette in Polen

Grupa Lotos S.A. (Eigenschreibweise: LOTOS) war ein börsennotierter polnischer Mineralölkonzern mit Sitz in Danzig. Die Aktie des Unternehmens wurde an der Warschauer Wertpapierbörse gehandelt und war bis zur Übernahme durch PKN Orlen in deren Leitindex WIG20 enthalten.

## Geschichte
Bis zum 2. Juni 2003 firmierte das Unternehmen unter Rafineria Gdańska S.A., was eine der Hauptaktivitäten der Gruppe zum Ausdruck bringt: der Betrieb der zweitgrößten Raffinerie Polens, die sich in Danzig befindet. Darüber hinaus betreibt LOTOS noch drei kleine Raffinerien in Südpolen (Rafineria Czechowice S.A., Rafineria Nafty Glimar S.A. und Rafineria Jasło S.A.).
Der Konzern vertrieb seine Produkte an insgesamt 513 Tankstellen in Polen, darunter 318 eigene sowie 195 durch Franchisepartner betriebene.:41 Nach PKN Orlen und BP betrieb LOTOS damit das drittgrößte Tankstellennetz Polens. Der Marktanteil des Unternehmens am gesamten Kraftstoffhandel in Polen lag bei 33,2 %.:4
Das Tochterunternehmen LOTOS Oil SA war ein führender Anbieter von Schmierstoffen in Polen, die unter dem Markennamen LOTOS und TURDUS vertrieben wurden.
Grupa Lotos bemühte sich, ein Upstream-Geschäft aufzubauen. Dazu wurden im Februar 2005 69 % des Unternehmens PPiEZRiG Petrobaltic S.A. übernommen (siehe Lotos Petrobaltic). Aus dem Transportbetrieb der Raffinerie Danzig entstand bereits 2002 das Eisenbahnverkehrsunternehmen Lotos Kolej.
Im Juli 2020 genehmigte die EU-Kommission unter Auflagen die Übernahme von LOTOS durch PKN Orlen, dem zweiten polnischen Mineralölunternehmen.
Der polnische Staat ist mit 53,19 % der Anteile Mehrheitsaktionär von Grupa LOTOS:103 und zudem Minderheitsaktionär von PKN Orlen.

## Aktionärsstruktur
Das Grundkapital der Gesellschaft betrug bis zur Fusion 184.873.362 Złoty und verteilte sich auf 184.873.362 Inhaberaktien der Serien A bis D zum Nennwert von je 1,00 Złoty.:125
| Aktionär         | Anzahl gehaltener Aktien | Anteil am Grundkapital | Stimmrechtsanteil |
| ---------------- | ------------------------ | ---------------------- | ----------------- |
| Polnischer Staat | 98.329.515               | 53,19 %                | 53,19 %           |
| Streubesitz      | 86.543.847               | 46,81 %                | 46,81 %           |